# Immortal
Immortal é uma banda norueguesa de black metal originária de Bergen. O grupo foi fundado em 1991 pelo vocalista e guitarrista Abbath Doom Occulta (Olve Eikemo) e pelo guitarrista Demonaz Doom Occulta (Harald Nævdal). A dupla trabalhou com vários bateristas (incluindo Grim, Armagedda e Hellhammer) e, posteriormente, foi unida pelo ex-baterista Horgh (Reidar Horghagen) em 1996.
Em março de 2015, o membro de longa data e co-fundador Abbath anunciou sua saída do grupo após um desentendimento com os outros membros do Immortal, e ele seguiu para formar um novo grupo com seu próprio nome, chamada Abbath. Inicialmente, foi noticiado que após a saída de Abbath, a banda se separaria. No entanto, em agosto de 2015, Demonaz e Horgh afirmaram que a banda continuaria sem Abbath. Demonaz voltaria a tocar guitarra na banda pela primeira vez desde 1997 e também assumiria os vocais. Northern Chaos Gods foi oficialmente lançado em 6 de julho de 2018 pela Nuclear Blast Records. Embora a banda tenha sido um trio na maior parte de sua história, vários álbuns foram gravados como um duo, com diferentes combinações de Abbath, Demonaz e Horgh.

## História

### Início  (1990-1991)
Em 1988, esses dois adolescentes noruegueses, juntamente com Varg Vikernes (também conhecido como Count Grishnackh, que algum tempo depois formaria o grupo de um homem só, o Burzum) e mais dois rapazes (Tyr e Alligator) formaram uma banda chamada Old Funeral. Esta banda fazia um thrash/death com pequenos indícios de black metal moderno. Sua primeira demo saiu em algum período de 1989 e se chamava "Abduction of Limbs". No Old Funeral, Abbath e Demonaz tinham as mesmas funções que desempenham no Immortal: Abbath tocava baixo e fazia os vocais e Demonaz cuidava das guitarras. A Old Funeral também lançou um EP intitulado "Devoured Carcass", lançada e gravada em 1990.
Enquanto tocavam na Old Funeral, Abbath e Demonaz também tocavam numa outra banda chamada Amputation. Os outros membros da Amputation eram Armagedda (bateria) e Jorn (guitarra). Em 1989 lançaram sua primeira demo, "Achieve the Mutilation", contendo, ao invés do black metal da Old Funeral, um death metal tosco. Outra demo foi lançada em 1990, mas esta permaneceu sem nome.
Da metade de 1990 até a metade de 1991, Abbath e Demonaz tocaram em mais uma banda chamada Satanael, que envolvia Count Grishnackh também. A Satanael não alcançou o sucesso da Amputation e da Old Funeral, o que ocasionou a dissolução de seus membros. Este acontecido levou Count Grishnackh a montar sua própria banda, Burzum. Enquanto isso, ainda sob o nome de Amputation, gravaram a demo "Suffocate" e logo depois "The Northern Upins Death". Após o lançamento, o guitarrista Jorn abandonou o restante do grupo por motivos desconhecidos, o que ocasionou a mudança do nome para Immortal. Uma das gravadoras a contatar a banda foi a francesa Osmose Productions, que queria assinar um contrato com o grupo para o lançamento de 4 álbuns. Durante esse período a banda já possuía músicas suficientes para a gravação de um single de 7", que foi lançado ainda em 1991.

### Diabolical Fullmoon Mysticism(1991-1992)
No começo, Abbath e Demonaz estavam muito inspirados pelos álbuns da banda de black metal Bathory (juntamente com Celtic Frost e Destruction). Com apenas seis faixas mais uma introdução prontas, o Immortal entrava em estúdio para a gravação de seu álbum de estreia. Este foi lançado em 1992 com o nome Diabolical Fullmoon Mysticism. Elogios vindos de toda parte soterraram os membros da banda. Mas Demonaz e Abbath acabaram por enfrentar alguns problemas com o seu baterista. Armagedda deixa as baquetas, sendo substituído por Kolgrim (ou Koldrin, nome esse que gera muita controvérsia). Com uma formação agora intacta, gravam um videoclipe para a música "The Call of the Wintermoon".

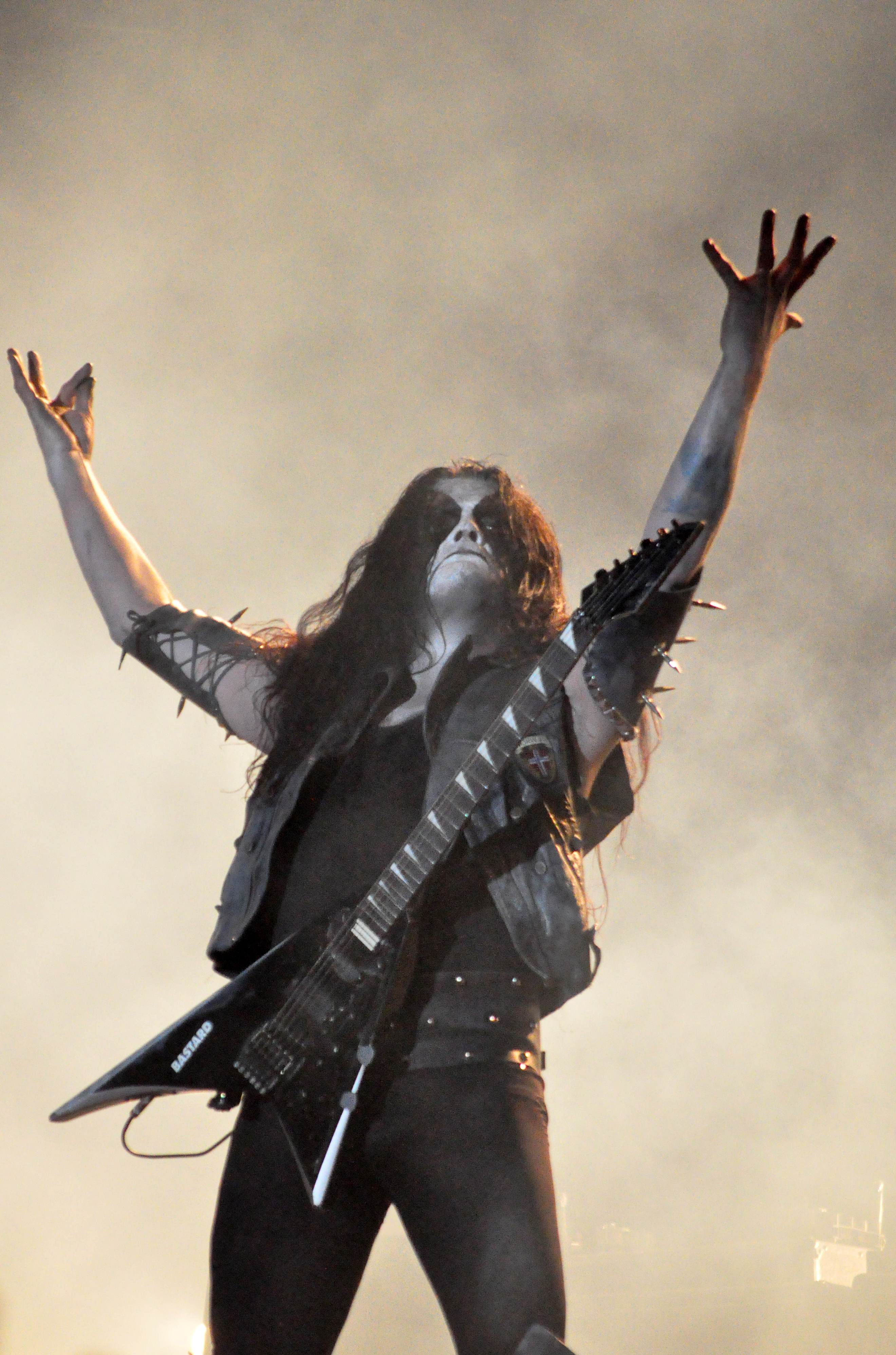
Abbath no Party.San Open Air 2012

Muitos se perguntam se os membros do Immortal são satanistas ou não. Numa entrevista para a imprensa norueguesa, Demonaz afirma que não são. Kolgrim acaba por explicar que suas letras não falam de satã, e sim, da natureza e do inverno nórdico, o que impede que seu estilo seja denominado "black metal". Ao invés disso, preferem usar a denominação "holocaust metal" (metal holocáustico) ou simplesmente "winter metal".

### Pure Holocaust(1993-1994)
Em 1993, o Immortal começou a ensaiar novamente. Demonaz e Abbath acabam por perceber que Kolgrim era um baterista preguiçoso, então sua substituição era necessária. Antes da obra-prima Pure Holocaust ser gravada, eles acharam um baterista competente chamado Erik "Grim" Brødreskift. Ao contrário do que muitos pensam, Grim não gravou a bateria de Pure Holocaust, Abbath o fez. Este disco mostrou ao mundo que o Immortal criou seu próprio estilo, diferentemente de Diabolical Fullmoon Mysticism. A bateria do álbum foi gravada numa velocidade extrema e as melodias eram mais densas que as das músicas anteriores.
Com novo material na bagagem, Abbath, Demonaz e Grim saíram na primeira turnê da Immortal, a "Fuck the Christ Tour '93", no inverno de 93/94. Durante dois meses a banda excursionou por toda a Europa, provando que o metal norueguês estava a todo vapor. Pouco depois da turnê, Grim saiu do Immortal. Abbath e Demonaz estavam sem um baterista novamente. Mas como as mentes do Immortal são os Occulta, eles começaram a escrever um novo material. Quando já possuíam 2 faixas prontas, saíram em sua segunda turnê no verão de 94. Na "Sons of  Northern Darkness Tour", preencheram o espaço do baterista com Hellhammer, do Mayhem.

### Battles in the North(1995-1996)
Porém, com o sucesso de "Pure Holocaust", Abbath se sentiu confiante e assumiu as baquetas do Immortal no álbum seguinte. Em setembro de 1994 Battles in the North foi gravado. Ao compararmos este com "Pure Holocaust" não encontramos muitas diferenças. O primeiro, entretanto, foi lançado em 5 versões diferentes. A primeira versão era um promo-CD que saiu em 1995 com uma belíssima capa. Consequentemente, Abbath e Demonaz decidiram lançar uma outra versão com outra capa (sendo esta a oficial). Ainda em 1995, a Osmose lançou uma versão digipack do álbum, que acabou sendo idêntico à versão original, sem nenhuma música bônus. Como muitas outras gravadoras, a Osmose lançou também um picture-LP de Battles in the North, limitado a 300 cópias pelo mundo. Quando a gravadora decidiu lançar algo especial para os fãs, lançaram uma estupenda edição especial, contendo 3 músicas bônus (tiradas do primeiro single da Immortal), um poster, um encarte especial e uma capa nova.
O álbum Battles in the North conquistou o mundo em 1995, fazendo com que o Immortal decidisse pela gravação de 2 videoclipes deste álbum. Após terem conseguido pouco sucesso com o primeiro videoclipe ("The Call of the Wintermoon"), Abbath e Demonaz queriam criar um vídeo que possuísse algo especial. Depois de escreverem um script brilhante, foram até as montanhas norueguesas, cobertas de neve, para a gravação. O resultado saiu no final de 1995, quando "Masters of Nebulah Frost" mostrou ao mundo como o metal nórdico soava e parecia.
Uma terceira turnê do Immortal estava planejada juntamente com os pioneiros do death metal: Morbid Angel. Novamente na Europa, a banda cumpre seus compromissos com sucesso.
No novo ano que surgiu, o Immortal começou a criar o seu quarto álbum. Os Occulta então viram que o seu problema de baterista deveria ser resolvido. Não precisaram procurar muito. Viram a vaga preenchida por Horgh, um excelente músico. Abbath e Demonaz o conheciam havia muito tempo, mas não conheciam suas habilidades como baterista. Abbath, então, passou suas técnicas a Horgh para que este pudesse tocar as músicas mais antigas da banda.

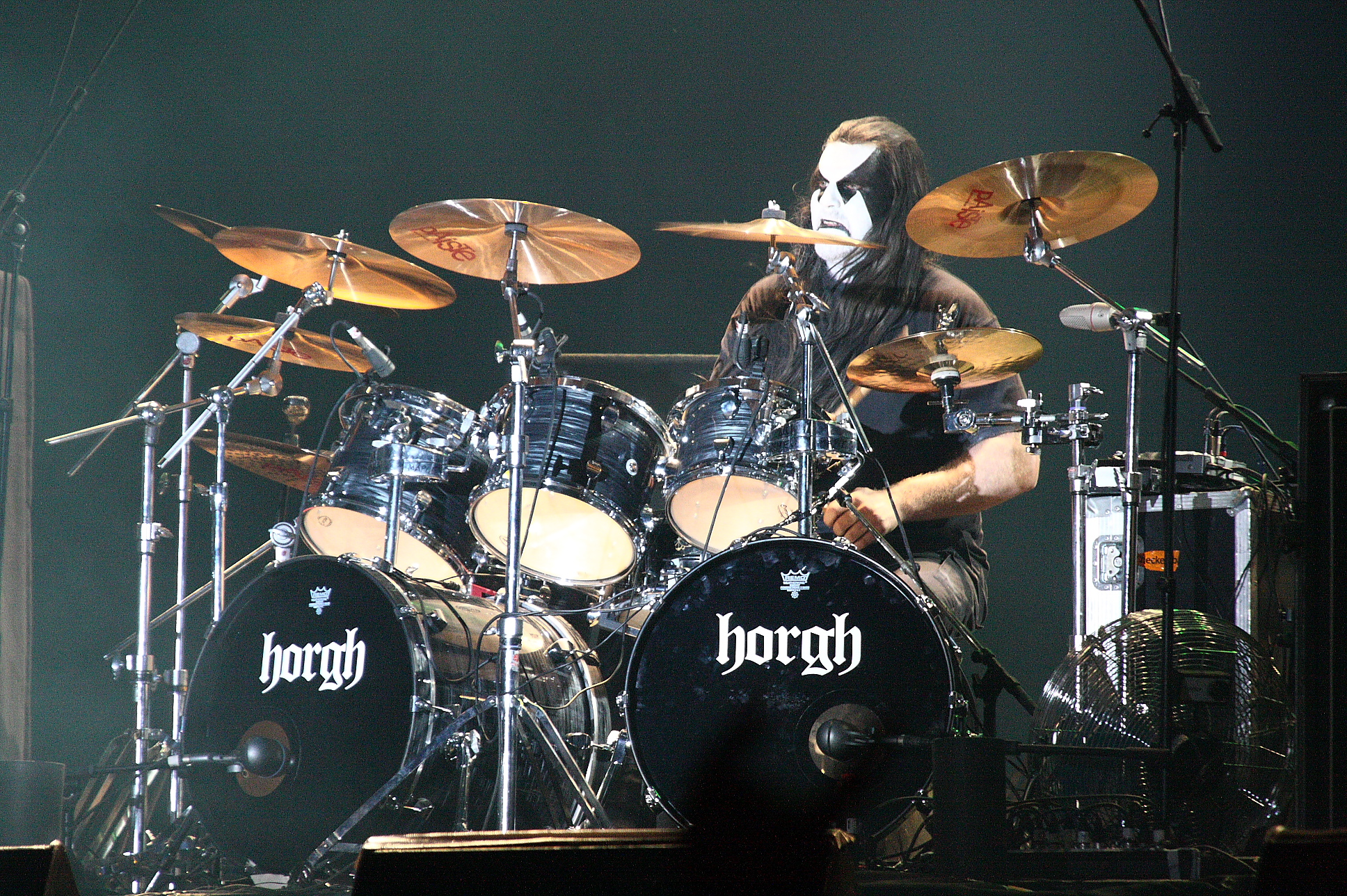
Horgh no MetalWay 2009

### Blizzard Beasts(1997-1998)
No outono de 1996 a banda entra em estúdio para a gravação da demo do novo álbum. Escolheram o estúdio Sigma para tal. O álbum Blizzard Beasts esmigalhou todas as críticas anteriores com uma produção poderosa e crua, aliada às fenomenais, pesadas e destruidoras habilidades dos músicos. Quando tudo parecida bem, Demonaz acaba tendo uma infecção na mão direita, tendo de ser internado às pressas. Todas as turnês foram canceladas.
O ano de 1997 deveria ter sido um ano de turnês. Acabou sendo um ano de preparação. A sonoridade do álbum "Blizzard Beasts" foi dita como semelhante ao antigo Morbid Angel, e esta fama a banda não queria. Como sempre, o grupo possuía o seu próprio som e estilo, o que forçou os membros do Immortal a fazerem uma reviravolta em suas carreiras. Demonaz, Abbath e Horgh começaram a escrever um material totalmente diferente dos anteriores.
No meio da época de composição do novo disco, a banda sai numa turnê inesperada. A banda tocou como headliner no No Mercy Festivals Part II, que também tinha como atrações o Cannibal Corpse. Como prova da grandiosidade e popularidade do grupo, o Immortal também foi convidado a tocar no Dynamo Open Air Festival, na Holanda. Infelizmente, entretanto, Demonaz não pôde mais tocar as guitarras do conjunto. Sendo assim, Abbath assumiu seu lugar e Ares assumiu o baixo. Porém, Ares não quis tornar-se membro permanente para concentrar-se em sua outra banda, o Aeternus.

### At the Heart of Winter(1999-2000)
O mês de novembro de 1998 foi escolhido para a gravação do quinto álbum nos estúdios Abyss, de Peter Tägtgren. O álbum foi intitulado At the Heart of Winter e lançado em fevereiro de 1999.   O disco mostrou uma grande mudança em comparação com seus trabalhos anteriores e foi elogiado por muitos críticos por sua fusão de black com thrash metal, com um ritmo mais lento e palhetadas de guitarra bem diferente do black metal tradicional. O logotipo também foi trocado por um mais simples e pela primeira vez a capa não continha uma foto da banda, mas sim uma paisagem mitológica dominada por um castelo. Abbath explicou que decidiu não representar a banda e uma imagem porque esta era "inexistente e incompleta". O álbum aumentou seu número de fãs e tornou o Immortal uma das bandas mais populares do gênero.
Após contribuir com um cover da canção "To Walk the Infernal Fields" para o álbum-tributo ao Darkthrone chamado Darkthrone Holy Darkthrone, o Immortal voltou às performances ao vivo com um novo baixista, Stian Smørholm, conhecido como Iscariah.

### Damned in Black(2000-2001)
O sexto álbum do Immortal, Damned in Black, foi lançado em abril de 2000. Este foi seu último trabalho publicado através da Osmose Productions, pois banda firmou um contrato com a gravadora alemã Nuclear Blast. Para promover o álbum, realizaram una tour norte-americana junto a Angelcorpse, Satyricon e Krisiun. Na sequencia, os membros do grupo se envolveram em outros projetos musicais: Horgh tocou bateria em shows do Pain, Abbath colaborou com o projeto Det Hedenske Folk e Iscariah gravou faixas de baixo para o álbum Ceremony in Flames do Wurdulak.
No mesmo ano, realizaram uma regravação da música "From the Dark Past" no álbum-tributo ao Mayhem, Originators of the Northern Darkness. Em 2001, Damned in Black ganhou o prêmio  Alarm  como melhor álbum de metal.

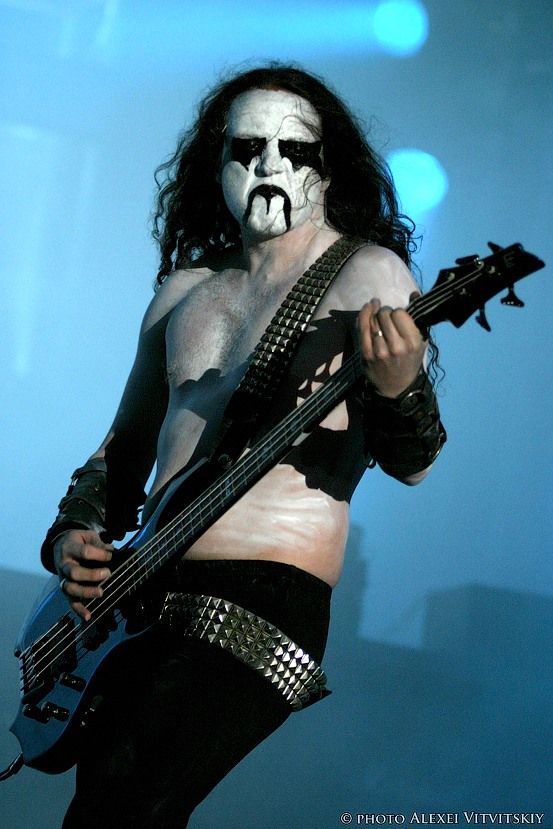
Apollyon no WOA 2007

### Sons Of Northern Darkness(2002-2003)
Em setembro de 2001, o Immortal voltou aos estúdios Abyss com o produtor Peter Tägtgren para começar a gravação do trabalho seguinte. Sons of Northern Darkness, lançado em fevereiro de 2002, apresentava uma atmosfera mais melódica, cheios de blast beats, e em alguns momentos lembrando o álbum anterior. O disco também foi lançado em edição limitada numa caixa de metal, que esgotou rapidamente.
Entre março e abril, participaram do festival europeu No Mercy, organizado pela revista Rock Hard, dividindo o palco com bandas como Vader, Hypocrisy, Malevolent Creation e Deströyer 666. Após o fim da tour, atuaram como convidados do Manowar em alguns concertos nos Estados Unidos, mas sem  a presença de Iscariah, que abandonou o grupo depois de três anos para unir-se ao Necrophagia e fundar o Dead to this World. O baixista emitiu um comunicado dizendo: "Segui meu instinto e deixei o Immortal. Esta banda tem sido minha vida nos últimos três anos e agora me encontro como se estivesse me divorciando. O grupo está se tornando cada vez mais famoso e isso significa uma dedicação completa com o mesmo. O Immortal contratará um novo baixista que realizará a tour europeia e outras atuações. Somos otimistas sobre sua capacidade e estou seguro que será um baixista permanente. A banda revelará seu nome nos próximos dias. Aproveito para saudar meu irmãos e desejo-lhes o melhor para o futuro".
Depois de contratar Yngve Liljebäck, conhecido como Saroth, Abbath participou como músico convidado no álbum Death Cult Armageddon do Dimmu Borgir.
No início de 2003, Sons of Northern Darkness foi nomeado aos prêmios noruegueses Spellemann e Alarm, embora o ganhador de ambos tenha sido Volcano do Satyricon. Em julho, pouco depois de Horgh e Iscariah voltarem a se encontrar na banda Grimfist, começaram rumores de que o Immortal estaria se separando. Ainda que, a princípio, a Nuclear Blast negasse os rumores, poucas horas depois o grupo anunciou oficialmente a dissolução.

### Projetos paralelos e retorno (2004-2007)
Com o fim do Immortal, os integrantes continuaram trabalhando em outros projetos musicais. Horgh, o mais ativo do trio, uniu-se ao Hypocrisy, além de continuar no Pain e no Grimfist. Abbath, por sua vez, colaborou como convidado no álbum Isa do Enslaved, e junto a Demonaz fundou o super-grupo I com o guitarrista do Enslaved Arve Isdal, o baixista do Gorgoroth King ov Hell e o baterista original do Immortal, Armagedda. I publicou seu álbum de estreia, Between Two Worlds, em novembro de 2006.
Em junho do mesmo ano, Abbath disse em um entrevista para a Rock Hard que havia falado com Horgh e Demonaz sobre uma possível reunião da banda; pouco depois anunciaram datas de show no site oficial da Nuclear Blast. O posto de baixista foi ocupado por Apollyon (Ole Jørgen Moe) do Aura Noir. Segundo Abbath, Iscariah interessou-se na reunião do grupo quando percebeu que poderia tirar lucro, mas não foi aceito pelos outros membros da banda.
O resultado do retorno foi a turnê 7 Dates of Blashyrkh Tour, formada pelos seguinte concertos: Inferno Metal Festival em Oslo, Hellfest em Clisson, Tuska Festival em Helsinki, BB King's em Nova York, The Avalon em Los Angeles, Metal Camp em Tolmin e o Wacken Open Air.

### All Shall Fall(2008-2013)
Após terminar a turnê e realizar vários concertos, o Immortal começou a ensaiar e compor novo material para o que seria seu oitavo álbum de estúdio. Em abril entraram nos estúdios Grieghallen e Abyss para começar a gravação. Um mês mais tarde anunciaram que haviam completado a gravação do álbum e que já tinham escolhido o nome: All Shall Fall.
All Shall Fall foi lançado em setembro de 2009 e até a data é seu álbum de maior êxito, alcançando o Top 50 em países como Noruega, Finlândia, Suécia, Suíça, França e Alemanha, além de entrar pela primeira vez na Billboard 200, na posição 162, tornando o Immortal uma das poucas bandas de black metal a conseguir isto.
Em 9 de janeiro do ano seguinte realizaram um concerto exclusivo em sua cidade natal, Bergen, marcando o início da tour promocional de All Shall Fall. Em março realizaram uma excursão na América do Norte com o nome "Blashyrkh in North America". Nesse mês, All Shall Fall foi nominado ao prêmio Spellemann na categoria de melhor álbum de metal, porém a banda rejeitou a nomeação pouco depois. Demonaz explicou os motivos: Sempre fomos uma banda polêmica e nunca nos vimos como uma banda ganhadora de prêmios. Não deixaremos que a indústria musical norueguesa nos dê uma palmada no ombro, somos uma banda voltada para os fãs. Em 2001 aceitamos o Premio Alarm porque os ganhadores foram votados pelo público.
Em fevereiro, os eleitores da revista Terrorizer elegeram o "regresso do Immortal" como a notícia musical mais importante do ano. A banda não ganhou em nenhuma outra categoria, mas Abbath foi eleito o quarto melhor vocalista, All Shall Fall segundo melhor disco e o Immortal a quinta melhor banda. Em junho, Immortal recebeu o prêmio Metal Hammer Golden Gods na categoria "melhor banda underground".
Em agosto de 2010 lançaram seu primeiro DVD oficial, The Seventh Date Of Blashyrkh, gravado no festival de Wacken em 2007. O Immortal publicou em sua  página na web um videoclipe inédito da canção "Unsilent Storms in the North Abyss", gravado com imagens de 1993 e com Grim como baterista. Em 3 de setembro foi divulgado o vídeo da canção "All Shall Fall" em seu próprio site, o primeiro videoclipe produzido por eles em quinze anos.
O Immortal foi anunciado como atração principal do festival Hole in the Sky, que se celebrou em agosto de 2011. O grupo partilhou o palco com outros  "reis do black metal norueguês": Satyricon, Enslaved e Mayhem.

### Saída de Abbath e novos planos (2014-presente)
Em dezembro de 2014, Abbath tentou  apropriar-se do nome e o logotipo do grupo, algo que foi impedido pelo advogado de Demonaz e Horgh, que reivindicaram a divisão em partes iguais. Em sua  defesa, o vocalista alegou que pensava que ambos haviam abandonado a formação depois de decidirem darem uma pausa e deixarem de pagar o local de ensaios, e destacou que Demonaz não tocava guitarra desde sua lesão e que  Horgh simplesmente tocava a  bateria. Abbath ainda afirmou que, como músico profissional, depende dos ganhos do Immortal e que, devido a seu contrato com a Nuclear Blast, deveria enviar à gravadora alemã um novo álbum de estúdio que, segundo ele, teria sido gravado com outros músicos.
Finalmente, em março de 2015, Abbath anuncia que não faz mais parte da banda e que seguiria com sua banda solo. Em agosto de 2015, Demonaz e Horgh anunciaram que continuariam com a banda sem Abbath, e que estariam trabalhando em novo material. No fim de 2016, os dois integrantes confirmaram que já haviam terminado de compor um novo álbum e que iniciariam as gravações em janeiro de 2017.

## Integrantes
| - Demonaz Doom Occulta (Harald Nævdal) - guitarra (1990-1997, 2015-presente), vocais (2015–presente) - Horgh (Reidar Horghagen) - bateria (1996–presente) - Abbath Doom Occulta (Olve Eikemo) - vocal (1990–2015), baixo (1990-1997), guitarra (1998–2015), bateria (1993, 1995) - Jörn Inge Tonsberg - guitarra (1991) - Armagedda - bateria (1991-1992) - Iscariah (Stian Smørholm) - baixo (1999-2002) - Apollyon (Ole Jørgen Moe) - baixo (2006–2015) | - Kolgrim - bateria (1992-1993) - Grim (Erik Brødreskift) - bateria (1993-1994) - Hellhammer (Jan Axel Von Blomberg) - bateria (1995) - Ares - baixo (1998) - Saroth (Yngve Liljebäck) - baixo (2002-2003) |

## Discografia

Logotipo do Immortal

### Álbuns de estúdio
- Diabolical Fullmoon Mysticism  (1992)
- Pure Holocaust  (1993)
- Battles in the North  (1995)
- Blizzard Beasts  (1997)
- At the Heart of Winter  (1999)
- Damned in Black  (2000)
- Sons of Northern Darkness  (2002)
- All Shall Fall  (2009)
- Northern Chaos Gods (2018)

### DVDs
- Masters of Nebulah Frost  (1995)
- Live at BB Kings Club New York 2003  (2005)
- The Seventh Date of Blashyrkh  (2010)

### Outros
- Immortal (demo, 1991)
- Immortal (EP, 1991)
- True Kings of Norway (split, 2000)
- The Wooden Box (Boxed set, 2009)